# Новые Кирпы Моо Фок
«Новые Кирпы Моо Фок» — девятый студийный альбом российского музыкального коллектива «Кирпичи», выпущенный в 2011 году. Он был объявлен «возвращением к истокам», к жанру олдскул-хип-хоп, с которого музыканты начинали в 1990-х годах. В записи приняли участие такие исполнители, как Noize MC, Сергей Шнуров, Нина Карлссон, а также группы Narkotiki и Padla Bear Outfit. Пластинке предшествовал выпуск макси-сингла «Главклуб», который был представлен 22 ноября 2010 года в одноимённом петербургском клубе, где и состоялась презентация нового альбома 22 февраля 2011 года. Тогда же «Новые Кирпы Моо Фок» стал доступен для легальной загрузки по принципу «качай, сколько сможешь, плати, сколько хочешь» на ThankYou.ru. В начале марта трек «Конь-людоед» появился в эфире «Нашего радио» и позднее достиг пятой строчки в хит-параде «Чартова дюжина».
Альбом получил смешанные и положительные отзывы в прессе. Илья Зинин из российского издания журнала «Роллинг Стоун» скептически воспринял идею возвращения группы к корням: «Очередной диск производит впечатление скорее натянутости», — при этом он отметил песни «Рингтон» и «Конь-людоед», которые «ничуть не уступают в искромётности старым „Кирпичам“». Александр Филимонов в рецензии на сайте Lenta.ru также положительно оценил дуэт с NRKTK, однако в целом негативно отозвался о приглашённых исполнителях, заметив, что «свои лучшие строки на альбоме Вася В. впрочем выдаёт без них, в оппозиционной „Против коррупции и нанотехнологий“ и лирической „Корпорации амстердамских стрелков“». Алексей Мажаев из InterMedia, напротив, похвалил совместные треки: «На самом деле в новой пластинке „Кирпичи“ оттачивают свои острые языки до какого-то запредельного состояния, охотно вламываются в чужие ниши и устраивают коллаборации с самыми интересными из коллег независимо от их жанра».

## Список композиций
1. «Скажите Кирпичи» (3:35)
2. «Вот мой кулак» (3:13)
3. «Бред сивой кобылы» (ft. Noize MC) (6:24)
4. «Против коррупции и нанотехнологий» (3:15)
5. «Мы любим вас, соседи» (3:34)
6. «Конь-людоед» (ft. NRKTK) (3:38)
7. «Release (Подними меня)» (4:04)
8. «Говори по-русски» (3:57)
9. «Корпорация амстердамских стрелков» (ft. Nina Karlsson) (4:40)
10. «Дважды два равно четыре (Рингтон)» (ft. Сергей Шнуров) (4:21)
11. «У моей девчонки есть маленькая штучка» (ft. Padla Bear) (4:49)
12. «Что бы ни говорить, только бы говорить» (3:23)

## Дополнительная информация
Композиция «Корпорация амстердамских стрелков» названа в честь одноимённой картины голландского художника-портретиста XVI века Дирка Якобса, которая ныне экспонируется в Эрмитаже.